# Villiersicometes wagneri
Villiersicometes wagneri là một loài bọ cánh cứng trong họ Cerambycidae.